# Norwegische Fußballnationalmannschaft
Die norwegische Fußballnationalmannschaft (norwegisch Norges herrelandslag i fotball) ist die Männernationalmannschaft des Königreichs Norwegen. Nationaltrainer ist seit Dezember 2020 Ståle Solbakken. Im Dezember 2024 belegte Norwegen in der FIFA-Weltrangliste Platz 43.

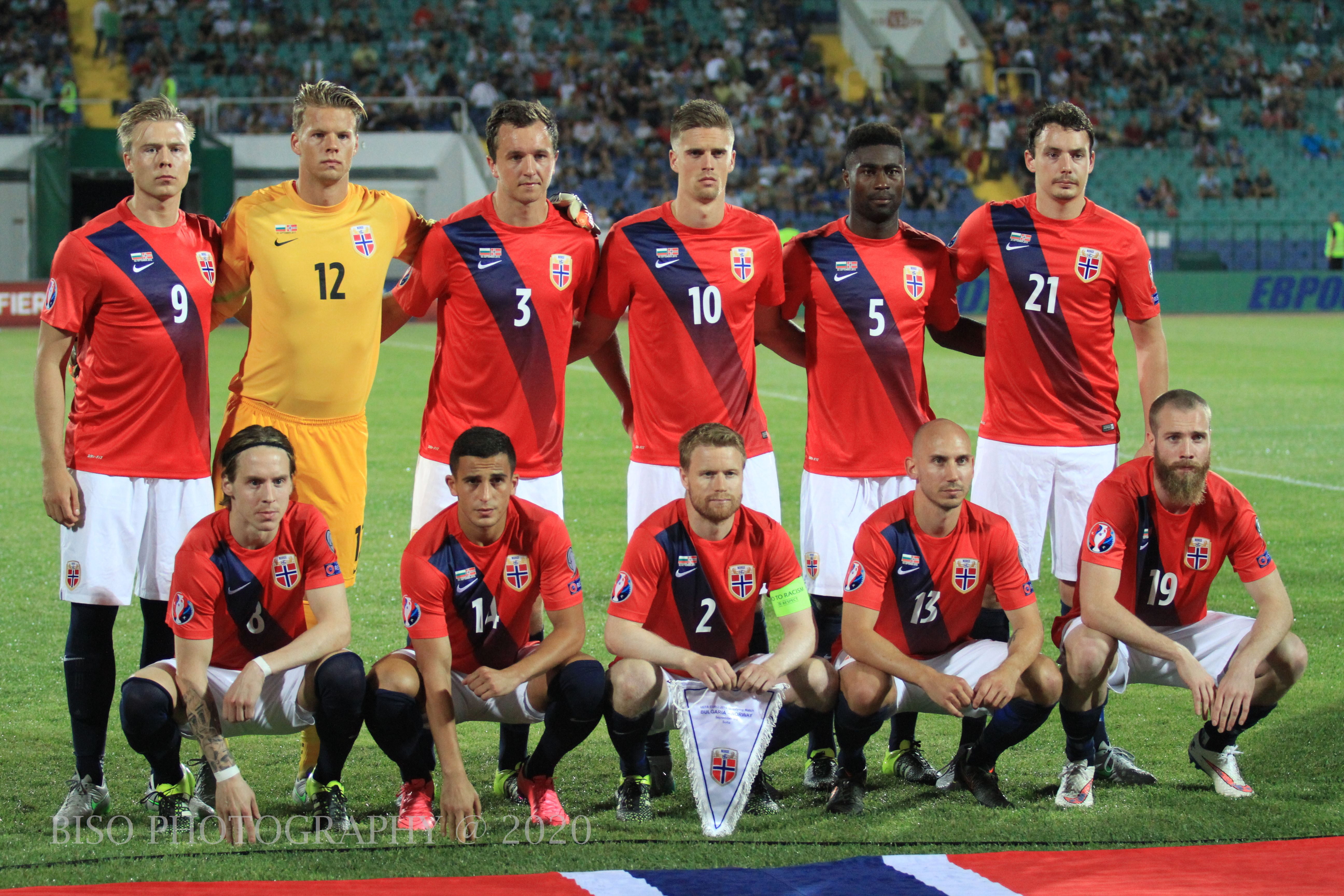
Norwegische Fußballnationalmannschaft, 3. September 2015

## Geschichte
Der norwegische Fußballverband NFF wurde 1902 gegründet und trat im Jahr 1908 der FIFA und 1954 der UEFA bei. Bis in die 90er Jahre hinein hatte der norwegische Fußball eher eine Mitläuferrolle im internationalen Wettbewerb. Größter Erfolg war die Bronzemedaille bei den Olympischen Spielen 1936, wobei im Viertelfinale Gastgeber Deutschland besiegt werden konnte.
Erst in der Qualifikation zur Weltmeisterschaft 1994 machte die norwegische Nationalmannschaft erstmals auf sich aufmerksam. Obwohl die Mannschaft in einer Qualifikationsgruppe mit England und den Niederlanden war, konnte sie sich völlig überraschend vorzeitig für die Endrunde qualifizieren. Aufgrund der guten Ergebnisse stand Norwegen vom 22. Oktober bis 19. November 1993 zusammen mit Brasilien und Italien und vom 15. März bis 19. April 1994 zusammen mit Deutschland und Brasilien auf Platz eins der FIFA-Fußballweltrangliste; insgesamt für 63 Tage. Bei der WM-Endrunde in den USA scheiterte Norwegen nur aufgrund der weniger erzielten Tore in der Vorrunde.
Auch für die WM 1998 konnten sich die Norweger ungeschlagen qualifizieren. Diesmal erreichte die Mannschaft dank eines 2:1-Sieges gegen Titelverteidiger Brasilien das Achtelfinale, wo gegen Italien Schluss war.
Nach zwei Siegen 1997 und 1998 gehört Norwegen (zusammen mit Ungarn und den Niederlanden) zu den wenigen Ländern, die gegen die brasilianische Nationalmannschaft eine positive Länderspielbilanz aufweisen (zwei Unentschieden, zwei Siege von Norwegen).
Im Jahr 2000 war Norwegen auch zum ersten Mal bei einer EM-Endrunde dabei. Aber trotz eines Auftaktsieges gegen Spanien schied die Mannschaft in der Vorrunde aus.
Sowohl in der Qualifikation zur EM 2004 als auch in der Qualifikation zur WM 2006 erreichte Norwegen jeweils den zweiten Platz in seiner Gruppe und verlor beide Male in den Play-offs.
Auch in der Qualifikation zur WM 2010 standen die Norweger auf dem zweiten Platz in der Gruppe 9. Als schlechtester Tabellenzweiter aller Gruppen verpasste man jedoch die Play-off-Spiele.
Die Skandinavier gewannen 2008 kein einziges Spiel. Das Jahr 2009 begann hingegen mit einem überraschenden 1:0-Sieg in Düsseldorf gegen den amtierenden-Vize-Europameister Deutschland.
Im August 2010 siegte Norwegen mit 2:1 gegen Frankreich; doppelter Torschütze war Erik Huseklepp. In der Qualifikation zur EM 2012 belegte Norwegen jedoch nur den dritten Platz.
Auch die Qualifikation zur WM 2014 in Brasilien wurde verpasst. Nach acht Spieltagen, als eine erfolgreiche Qualifikation nach einer 0:2-Niederlage gegen die Schweiz als unwahrscheinlich erschien, trennte man sich von Trainer Egil Olsen.
In der Folge wurde Per-Mathias Høgmo als neuer Cheftrainer verpflichtet. Im Freundschaftsspiel gegen die Vereinigten Arabischen Emirate am 27. August 2014 feierte Martin Ødegaard im Alter von 15 Jahren sein Debüt in der norwegischen A-Nationalmannschaft und wurde damit zum jüngsten Nationalspieler Norwegens.
In der Qualifikation zur EM 2016 in Frankreich erreichte die „Fotballandslaget“ mit zahlreichen Bundesliga-Profis den zum Play-off berechtigten dritten Platz. Jedoch gingen beide Spiele gegen Ungarn verloren und die Elf verpasste die zweite Teilnahme an einer EM-Endrunde.
Das Team von Trainer Høgmo startete denkbar in die Qualifikation zur WM 2018: Der einzige Sieg aus den ersten drei Spielen gelang beim 4:1 gegen San Marino, das dabei seinen ersten Auswärtstreffer in einem WM-Qualifikationsspiel seit 15 Jahren gelang, woraufhin die Stimmung der Anhänger im Land gegen den Teamchef kippte.
Im Oktober 2016 forderte die „Vereinigung Norwegischer Fußballfans“ in Form eines offenen Briefs die Entlassung Høgmos, welche fünf Tage nach einer 2:1-Niederlage gegen Tschechien im November vom Verband vollzogen wurde.
Bereits zu diesem Zeitpunkt wurde die skandinavische Trainerlegende Lars Lagerbäck als möglicher Nachfolger gehandelt. Der Schwede führte Island bei der EM 2016 überraschend ins Viertelfinale und übernahm das Amt der zu diesem Zeitpunkt in der WM-Qualifikation auf dem fünften und vorletzten Platz liegenden Mannschaft am 1. Februar 2017.
2017 wurde im Team Equal Pay eingeführt.

## Kader
Kader für das WM-Qualifikationsspiele gegen die Republik Moldau und Israel im März 2025.
- Stand: 25. März 2025 (nach dem Spiel gegen Israel)

| Name                     | Geburtstag | Spiele  | Tore    | Verein                  | Debüt   | Letzter Einsatz   |         |
| Torwart                  | Torwart    | Torwart | Torwart | Torwart                 | Torwart | Torwart           | Torwart |
| ------------------------ | ---------- | ------- | ------- | ----------------------- | ------- | ----------------- | ------- |
| Mathias Lønne Dyngeland  | 07.10.1995 | 01      | 0       | Brann Bergen            | 2023    | 16. November 2023 |         |
| Ørjan Nyland             | 10.09.1990 | 60      | 0       | FC Sevilla              | 2013    | 25. März 2025     |         |
| Egil Selvik              | 30.07.1997 | 04      | 0       | FC Watford              | 2023    | 17. November 2024 |         |
| Abwehr                   |            |         |         |                         |         |                   |         |
| Kristoffer Ajer          | 17.04.1998 | 41      | 2       | FC Brentford            | 2018    | 25. März 2025     |         |
| Stian Gregersen          | 17.05.1995 | 11      | 0       | Atlanta United          | 2021    | 25. März 2025     |         |
| Andreas Hanche-Olsen     | 17.01.1997 | 21      | 0       | 1. FSV Mainz 05         | 2020    | 13. Oktober 2024  |         |
| Torbjørn Lysaker Heggem  | 12.01.1999 | 05      | 0       | West Bromwich Albion    | 2024    | 25. März 2025     |         |
| Sondre Klingen Langås    | 02.02.2001 | 02      | 0       | Derby County            | 2024    | 17. November 2024 |         |
| Marcus Holmgren Pedersen | 16.07.2000 | 28      | 0       | US Sassuolo Calcio      | 2021    | 25. März 2025     |         |
| Julian Ryerson           | 17.11.1997 | 32      | 01      | Borussia Dortmund       | 2020    | 25. März 2025     |         |
| David Møller Wolfe       | 23.04.2002 | 10      | 01      | AZ Alkmaar              | 2023    | 25. März 2025     |         |
| Leo Østigård             | 28.11.1999 | 29      | 1       | TSG 1899 Hoffenheim     | 2022    | 22. März 2025     |         |
| Mittelfeld               |            |         |         |                         |         |                   |         |
| Thelonious Aasgaard      | 02.05.2002 | 01      | 1       | Luton Town              | 2025    | 22. März 2025     |         |
| Patrick Berg             | 24.11.1997 | 32      | 0       | FK Bodø/Glimt           | 2021    | 25. März 2025     |         |
| Sander Berge             | 14.02.1998 | 54      | 1       | FC Fulham               | 2017    | 25. März 2025     |         |
| Aron Dønnum              | 20.04.1998 | 13      | 2       | FC Toulouse             | 2021    | 25. März 2025     |         |
| Jens Petter Hauge        | 12.10.1999 | 13      | 01      | FK Bodø-Glimt           | 2020    | 25. März 2025     |         |
| Lasse Berg Johnsen       | 18.08.1999 | 02      | 0       | Malmö FF                | 2024    | 25. März 2025     |         |
| Felix Horn Myhre         | 04.03.1999 | 03      | 01      | Brann Bergen            | 2024    | 13. Oktober 2024  |         |
| Andreas Schjelderup      | 01.06.2004 | 03      | 0       | Benfica Lissabon        | 2024    | 25. März 2025     |         |
| Martin Ødegaard          | 17.12.1998 | 63      | 03      | FC Arsenal              | 2014    | 25. März 2025     |         |
| Sturm                    |            |         |         |                         |         |                   |         |
| Erik Botheim             | 10.01.2000 | 02      | 0       | Malmö FF                | 20124   | 22. März 2025     |         |
| Erling Haaland           | 21.07.2000 | 41      | 40      | Manchester City         | 2019    | 25. März 2025     |         |
| Jørgen Strand Larsen     | 06.02.2000 | 19      | 3       | Wolverhampton Wanderers | 2020    | 17. November 2024 |         |
| Alexander Sørloth        | 05.12.1995 | 61      | 23      | Atlético Madrid         | 2016    | 25. März 2025     |         |

## Internationale Wettbewerbe

### Weltmeisterschaften
Norwegen nahm bisher dreimal an den WM-Endrunden teil und traf dabei immer auf Italien.
| Jahr | Gastgeberland  | Teilnahme bis …    | Letzte(r) Gegner        | Ergebnis | Trainer           | Bemerkungen und Besonderheiten |
| ---- | -------------- | ------------------ | ----------------------- | -------- | ----------------- | --- |
| 1930 | Uruguay        | nicht teilgenommen |                         |          |                   | |
| 1934 | Italien        | nicht teilgenommen |                         |          |                   | |
| 1938 | Frankreich     | Achtelfinale       | Italien                 | 12.      | Asbjørn Halvorsen | Niederlage in der Verlängerung gegen den später erfolgreichen Titelverteidiger                                                    |
| 1950 | Brasilien      | nicht teilgenommen |                         |          |                   | |
| 1954 | Schweiz        | nicht qualifiziert |                         |          |                   | In der Qualifikation am späteren Weltmeister Deutschland gescheitert                                                              |
| 1958 | Schweden       | nicht qualifiziert |                         |          |                   | In der Qualifikation an Vizeweltmeister Ungarn gescheitert                                                                        |
| 1962 | Chile          | nicht qualifiziert |                         |          |                   | In der Qualifikation an der UdSSR gescheitert                                                                                     |
| 1966 | England        | nicht qualifiziert |                         |          |                   | In der Qualifikation an Frankreich gescheitert                                                                                    |
| 1970 | Mexiko         | nicht qualifiziert |                         |          |                   | In der Qualifikation an Schweden gescheitert                                                                                      |
| 1974 | Deutschland    | nicht qualifiziert |                         |          |                   | In der Qualifikation an den Niederlanden gescheitert                                                                              |
| 1978 | Argentinien    | nicht qualifiziert |                         |          |                   | In der Qualifikation erneut an Schweden gescheitert                                                                               |
| 1982 | Spanien        | nicht qualifiziert |                         |          |                   | In der Qualifikation an Ungarn und England gescheitert                                                                            |
| 1986 | Mexiko         | nicht qualifiziert |                         |          |                   | In der Qualifikation an Dänemark und der UdSSR gescheitert                                                                        |
| 1990 | Italien        | nicht qualifiziert |                         |          |                   | In der Qualifikation an Jugoslawien und Schottland gescheitert                                                                    |
| 1994 | USA            | Vorrunde           | Mexiko, Italien, Irland | 17.      | Egil Olsen        | Gruppenletzter bei gleicher Punktzahl und gleicher Tordifferenz wie die drei Gruppengegner, aber der geringeren Anzahl von Toren. |
| 1998 | Frankreich     | Achtelfinale       | Italien                 | 15.      | Egil Olsen        | Sieg gegen Vize-Weltmeister Brasilien in den Gruppenspielen                                                                       |
| 2002 | Südkorea/Japan | nicht qualifiziert |                         |          |                   | In der Qualifikation an Polen und der Ukraine gescheitert, die in den Play-offs ebenfalls scheiterte                              |
| 2006 | Deutschland    | nicht qualifiziert |                         |          |                   | In der Qualifikation in den Relegationsspielen der Gruppenzweiten an Tschechien gescheitert.                                      |
| 2010 | Südafrika      | nicht qualifiziert |                         |          |                   | In der Qualifikation an den Niederlanden gescheitert und als schlechtester Gruppenzweiter ausgeschieden.                          |
| 2014 | Brasilien      | nicht qualifiziert |                         |          |                   | In der Qualifikation nur Gruppenvierter hinter der Schweiz, die sich qualifizieren konnte, Island und Slowenien                   |
| 2018 | Russland       | nicht qualifiziert |                         |          |                   | In der Qualifikation an Weltmeister Deutschland und Nordirland gescheitert.                                                       |
| 2022 | Katar          | nicht qualifiziert |                         |          |                   | In der Qualifikation an den Niederlanden und der Türkei gescheitert.                                                              |

### Europameisterschaften
Norwegen nahm an allen EM-Qualifikationen teil, konnte sich bisher aber erst einmal für eine Endrunde qualifizieren. Bei den ersten Teilnahmen kam das Aus jeweils in der ersten Runde, danach schied die Mannschaft immer als Gruppenletzter aus. Erst in der Qualifikation für die EM 1992, als mit Rune Bratseth ein Stabilisator der Abwehr vorhanden war, konnte erstmals der dritte Platz in der Gruppe belegt werden. 2000 gelang dann erstmals die Qualifikation für die Endrunde und in den folgenden Jahren wurde die Qualifikation immer nur knapp verpasst.
| Jahr | Gastgeberland           | Teilnahme bis …    | Letzte(r) Gegner                   | Ergebnis | Bemerkungen und Besonderheiten |
| ---- | ----------------------- | ------------------ | ---------------------------------- | -------- | --- |
| 1960 | Frankreich              | nicht qualifiziert |                                    |          | Im Achtelfinale an Österreich gescheitert, das sich auch nicht für die Endrunde qualifizieren konnte.                                                |
| 1964 | Spanien                 | nicht qualifiziert |                                    |          | In der Qualifikation am Nachbarn Schweden gescheitert, das sich auch nicht für die Endrunde qualifizieren konnte.                                    |
| 1968 | Italien                 | nicht qualifiziert |                                    |          | In der Qualifikation an Bulgarien gescheitert, das sich auch nicht für die Endrunde qualifizieren konnte.                                            |
| 1972 | Belgien                 | nicht qualifiziert |                                    |          | In der Qualifikation am späteren Vierten Ungarn gescheitert.                                                                                         |
| 1976 | Jugoslawien             | nicht qualifiziert |                                    |          | In der Qualifikation am späteren Gastgeber und Vierten Jugoslawien gescheitert.                                                                      |
| 1980 | Italien                 | nicht qualifiziert |                                    |          | In der Qualifikation am späteren Vizeeuropameister Belgien gescheitert.                                                                              |
| 1984 | Frankreich              | nicht qualifiziert |                                    |          | In der Qualifikation an Jugoslawien gescheitert. |
| 1988 | Deutschland             | nicht qualifiziert |                                    |          | In der Qualifikation am späteren Vizeeuropameister UdSSR gescheitert.                                                                                |
| 1992 | Schweden                | nicht qualifiziert |                                    |          | In der Qualifikation erneut an Vizeeuropameister UdSSR gescheitert.                                                                                  |
| 1996 | England                 | nicht qualifiziert |                                    |          | In der Qualifikation am späteren Vizeeuropameister Tschechien und den Niederlanden gescheitert.                                                      |
| 2000 | Niederlande und Belgien | Vorrunde           | Spanien, BR Jugoslawien, Slowenien | -        | Nach je einem Sieg, einer Niederlage und einem Remis als Gruppendritter mit den wenigsten Gegentoren aller Teilnehmer in der Vorrunde ausgeschieden. |
| 2004 | Portugal                | nicht qualifiziert |                                    |          | In den Relegationsspielen an Spanien gescheitert. |
| 2008 | Österreich und Schweiz  | nicht qualifiziert |                                    |          | In der Qualifikation an Griechenland und nach einer Heimniederlage am vorletzten Spieltag an der Türkei gescheitert.                                 |
| 2012 | Polen und Ukraine       | nicht qualifiziert |                                    |          | In der Qualifikation an Dänemark und aufgrund der schlechteren Tordifferenz an Portugal gescheitert.                                                 |
| 2016 | Frankreich              | nicht qualifiziert |                                    |          | In den Relegationsspielen an Ungarn gescheitert. |
| 2021 | Europa                  | nicht qualifiziert |                                    |          | Über die Nations League für die Play-offs qualifiziert, wo die Mannschaft im Halbfinale nach Verlängerung an Serbien scheiterte.                     |
| 2024 | Deutschland             | nicht qualifiziert |                                    |          | In der Qualifikation traf Norwegen auf Spanien, Georgien, Schottland und Zypern.                                                                     |

## UEFA Nations League
- 2018/19: Liga C, 1. Platz mit 4 Siegen, 1 Remis und 1 Niederlage
- 2020/21: Liga B, 2. Platz mit 3 Siegen, 1 Remis und 2 Niederlagen
- 2022/23: Liga B, 2. Platz mit 3 Siegen, 1 Remis und 2 Niederlagen
- 2024/25: Liga B, 1. Platz mit 4 Siegen, 1 Remis und 1 Niederlage

### Für A-Nationalmannschaften zugängliche Olympische Spiele
| 1908 in London    | nicht teilgenommen |
| 1912 in Stockholm | nicht teilgenommen |
| 1920 in Antwerpen | Viertelfinale      |
| 1924 in Paris     | nicht teilgenommen |
| 1928 in Amsterdam | nicht teilgenommen |
| 1936 in Berlin    | 3. Platz           |
| 1948 in London    | nicht teilgenommen |
| 1952 in Helsinki  | Achtelfinale       |

Anmerkung: Die FIFA berücksichtigt im Gegensatz zum NFF die Spiele von 1952 nicht mehr.

## Nationaltrainer (unvollständig)
- Ingvar Stadheim (1988–1990)
- Egil Olsen (1990–1998)
- Nils Johan Semb (1998–2003)
- Åge Hareide (2003–2008)
- Egil Olsen (2009–2013)
- Per-Mathias Høgmo (2013–2016)
- Lars Lagerbäck (2017–2020)
- Leif Gunnar Smerud (2020) interim
- Ståle Solbakken (seit 2020)

## Rekordspieler
- Stand: 25. März 2025

Der norwegische Verband berücksichtigt in seiner Statistik auch die Spiele gegen die Amateure Englands, die von der FIFA nicht berücksichtigt werden. Die Anzahl der von der FIFA berücksichtigten Spiele ist – wenn abweichend – in Klammern angegeben.
Von den aktuellen Nationalspielern hat Martin Ødegaard (61) die meisten Länderspiele bestritten.
Quellen: fotball.no: Adelskalender Norge Menn Senior A, fifa.com: Hunderterclub (Stand 29. November 2024), eu-football.info: PLAYERS – played for Norway national team
| Rang | Name                  | Einsätze  | Tore | Position          | Zeitraum  | WM-Spiele | EM-Spiele | Rekordnationalspieler |
| ---- | --------------------- | --------- | ---- | ----------------- | --------- | --------- | --------- | --- |
| 01.  | John Arne Riise       | 110       | 16   | Abwehr/Mittelfeld | 2000–2013 | 0         | 0         | seit 7. September 2012 |
| 02.  | Thorbjørn Svenssen †  | 104 (101) | 0    | Abwehr            | 1947–1962 | 0         | 0         | 25. Mai 1955 bis 7. September 2012 (vom 11. bis 25. September 1955 zusammen mit Harry Boye Karlsen, als beide 57 Spiele hatten) |
| 03.  | Henning Berg          | 100       | 9    | Abwehr            | 1992–2000 | 7         | 1         | |
| 04.  | Erik Thorstvedt       | 97        | 0    | Tor               | 1982–1996 | 3         | 0         | |
| 05.  | John Carew            | 91        | 24   | Angriff           | 1998–2011 | 0         | 3         | |
| 05.  | Brede Hangeland       | 91        | 4    | Abwehr            | 2004–2014 | 0         | 0         | |
| 07.  | Øyvind Leonhardsen    | 86        | 19   | Mittelfeld        | 1990–2003 | 6         | 0         | |
| 08.  | Morten Gamst Pedersen | 83        | 17   | Mittelfeld        | 2004–2014 | 0         | 0         | |
| 08.  | Kjetil Rekdal         | 83        | 17   | Abwehr/Mittelfeld | 1987–2000 | 7         | 0         | |
| 10.  | Steffen Iversen       | 79        | 21   | Angriff           | 1998–2011 | 0         | 3         | |
| 11.  | Erik Mykland          | 78        | 2    | Abwehr            | 1990–2000 | 6         | 3         | |

## Rekordtorschützen
- Stand: 25. März 2025

Erling Haaland ist seit dem 10. Oktober 2024 norwegischer Rekordtorschütze, als er beim 3:0 gegen die slowenische Fußballnationalmannschaft mit seinem 34. Länderspieltor den 90 Jahre alten Rekord von Jørgen Juve überbot.
| Rang | Name                | Tore | Einsätze | Quote | Zeitraum  | WM/OL-Tore | EM-Tore |
| ---- | ------------------- | ---- | -------- | ----- | --------- | ---------- | ------- |
| 01.  | Erling Haaland      | 40   | 41       | 0,98  | 2019–0000 |            |         |
| 02.  | Jørgen Juve †       | 33   | 45       | 0,73  | 1928–1937 | -/0        |         |
| 03.  | Einar Gundersen †   | 26   | 33       | 0,79  | 1917–1928 | -/2        |         |
| 04.  | Harald Hennum †     | 25   | 43       | 0,58  | 1949–1960 |            |         |
| 05.  | John Carew          | 24   | 91       | 0,26  | 1998–2011 |            | 0       |
| 06.  | Tore André Flo      | 23   | 76       | 0,30  | 1995–2004 | 1          | 0       |
| 06.  | Ole Gunnar Solskjær | 23   | 67       | 0,34  | 1995–2007 | 0          | 0       |
| 06.  | Alexander Sørloth   | 23   | 61       | 0,38  | 2016–0000 | 0          |         |
| 09.  | Gunnar Thoresen †   | 22   | 64       | 0,34  | 1946–1959 | -/0        |         |
| 10.  | Steffen Iversen     | 21   | 79       | 0,27  | 1999–2008 |            | 1       |
| 11.  | Joshua King         | 20   | 62       | 0,32  | 2012–0000 |            |         |
| 11.  | Jan Åge Fjørtoft    | 20   | 71       | 0,28  | 1986–1996 | 0          |         |

## Weitere bekannte frühere Spieler
- Lars Bohinen
- Rune Bratseth
- Frode Grodås
- Ronny Johnsen
- Reidar Kvammen, ehemaliger Rekordnationalspieler, Bronzemedaillengewinner 1936
- Jan Ove Pedersen
- Jan Derek Sørensen

Hauptartikel: Liste der norwegischen Fußballnationalspieler